# بني حسين (الشرقية)
قرية بني حسين هي إحدى القرى التابعة لمركز منيا القمح في محافظة الشرقية في جمهورية مصر العربية. حسب إحصاءات سنة 2006، بلغ إجمالي السكان في بني حسين 1389 نسمة، منهم 703 رجل و686 امرأة.

## التاريخ
قرية بني حسين من القرى القديمة، حيث وردت باسم «منية صفى» في أعمال الشرقية ضمن قرى الروك الصلاحي التي أحصاها ابن مماتي في كتاب قوانين الدواوين، وقال ابن مماتي أنها من كفور سنهوت. كما وردت باسم «منية صفى» في أعمال الشرقية ضمن قرى الروك الناصري التي أحصاها ابن الجيعان في كتاب «التحفة السنية بأسماء البلاد المصرية». وفي العصر العثماني ورد في التربيع العثماني الذي أجراه الوالي العثماني سليمان باشا الخادم في عصر السلطان العثماني سليمان القانوني باسم «منية صفا» وهي «كفر سنهوت» ضمن قرى ولاية الشرقية، وفي تاريخ 1228هـ/1813م الذي عدّ قرى مصر بعد المسح الذي قام به محمد علي باشا باسم «كفر سنهوت» ضمن قرى مديرية الشرقية. وفي سنة 1350هـ/1931م طلب عمدتها تغيير اسمها، فتغيّر إلى بني حسين.